# Peter Bardenheuer
Peter Bardenheuer (* 8. Mai 1888 in Eschweiler; † 2. März 1979) war ein deutscher Ingenieur.

## Leben
Er war der Sohn des Werkmeisters Bernhard Bardenheuer und dessen Ehefrau Elisabeth geborene Odenhausen. Nach dem Besuch des Gymnasiums in Eschweiler studierte er an der Technischen Hochschule Aachen. 1914 wurde er Assistent am Eisenhüttenmännischen Institut der Technischen Hochschule Aachen und erlangte dort 1919 den Abschluss als Diplom-Ingenieur.
Von 1919 bis 1921 war er Leiter der physikalischen und metallographischen Versuchsanstalt der Gutehoffnungshütte Oberhausen. Im Anschluss gehörte er bis 1922 dem Vorstand der Versuchsanstalt des Metallwesens Basse und Selve in Altena i. W. an. 1922 übernahm der den Abteilungsvorsitz am Kaiser-Wilhelm-Institut für Eisenforschung in Düsseldorf. Bis 1945 blieb er wissenschaftliches Mitglied dieser Gesellschaft. Mit Friedrich Körber untersuchte er u. a. kernlose Hochfrequenzschmelzofen.

## Familie
Am 7. August 1920 heiratete er Marianne geborene Prinz. Aus der gemeinsamen Ehe gingen die Kinder Rudolf, Elisabeth, Marianne und Friedrich hervor.

## Schriften (Auswahl)
- Härteprüfung durch die Kugelfallprobe. Düsseldorf 1921.
- (mit Alfred Kaiser): Der Einfluss der Kohlenstaubzusatzfeuerung auf den Schmelzvorgang im Giessereikuppelofen. Düsseldorf 1927.
- (mit Karl Ludwig Zeyhen): Die Ueberhitzung von Gußeisen. Düsseldorf 1929.
- (mit Christian Alexander Müller): Untersuchungen über das Verhalten der Begleitelemente des Eisens, insbesondere des Sauerstoffs bei der Seigerung des Stahles, mit Beitr. zur Sauerstoffbestimmung. Untersuchungen über die Seigerung in beruhigten und nicht beruhigten Flussstahlblöcken. Düsseldorf 1929.
- (mit Werner Bottenberg): Zur Kenntnis des Hochfrequenz-Induktionsofens. Band 10. 1934.
- (mit Arthur Reinhardt): Einfluß der Schmelzbehandlung durch eisenoxydulreiche und saure oxydularme Schlacken auf die Kristallisation und die mechanischen Eigenschaften von grauem Gußeisen. Düsseldorf 1934.
- (mit Wilhelm A. Fischer) Die Verschlackung von Titan aus Stahlschmelzen im sauren und basischen Hochfrequenzofen unter verschiedenen Schlacken. Aus dem Max-Planck-Institut für Eisenforschung, Düsseldorf. Düsseldorf 1955.